# Сошангане
Сошангане каЗикоде (около 1780—1858) — основатель и первый правитель (инкоси) государства Газа (Газанкулу) в Юго-Восточной Африке (1825—1858). На пике своего могущества государство Газа включала в себя современный Южный Мозамбик и некоторые районы провинций Мпумаланга и Лимпопо в Южной Африке. Сошангане был также известен под именем Манукоси. В 1836 году его воины были ответственны за уничтожение отряда переселенцев под руководством Ханса ван Ренсбурга под Иньямбане в Мозамбике.

## Ранняя жизнь
Сошангане родился в 1780-х годах около современной КваНонгома (Квазулу), он был вождем одной из младших линий ветви племени ндвандве. Его младшим братом был Мхлаба. Его клан занимал область Мкузе вокруг «Горы Духа», а старшая линия под руководством инкоси Звиде каЛанга проживала в Магуду вблизи долины Понгола. Примерно в это же время, возросла военная мощь племенной конфедерации ндвандве, после смерти Ланга каХаба новым инкоси стал его сын Звиде каЛанга (ум. 1825).

## Войны между ндвандве и зулу
Звиде стремился расширить границы своих владений и развязал войну против соседних племен. В 1818 году он напал на другое крупное племенное вождество мтетва, его инкоси Дингисвайо был взят в плен и казнен по приказу Звиде. Затем Звиде с войском выступил против племени кумало и захватил его территорию. Вождь кумало Матсобана был также схвачен и казнен. Но его сын и наследник, Мзиликази, смог бежать во владения Чаки, который подчинил своей власти конфедерацию мтетва.
В 1818 году инкоси ндвандве Звиде предпринял большой поход на земли зулусов. В битве при холме Гокли король зулусов Чака разгромил войско Звиде, которым командовал его старший сын и наследник Номахланджана. В сражении погибло 7500 воинов ндвандве, среди убитых был Номахланджана и его четверо братьев. Несмотря на поражение, Звиде продолжил готовиться к продолжению борьбы против Чаки и назначил главнокомандующим своего войска вождя Сошангане. В 1820 году ндвандве под командованием Сошангане потерпели сокрушительное поражение от зулусской армии Чаки в битве на реке Мхлатузе. После победы Чака во главе зулусской армии вторгся во владение Звиде и полностью опустошил их. Столица ндвандве была разрушена. Звиде с остатками своего племени вынужден был бежать. Его военачальники Сошангане и Звангендаба с частью ндвандве отступили на север, спасаясь от расширяющейся зулусской империи Чаки.

## Создание королевства Газа
Сошангане вместе со своим младшим братом Мхлаба и кланом отступил к восточным предгорьям Лебомбо, достигнув верховьев реки Тембе. В 1825 году Сошангане вступили на территорию Мозамбика между Матсоло и рекой Нкомати, где встретил своего соплеменника Звангендаба, вождя одной из ветвей племени ндвандве, который также бежал на север, спасаясь от Чаки. Они заключили союз, который просуществовал недолго из-за амбиций Сошангане, стремившегося основать собственное государство. Вскоре Звангендаба со своими сторонниками отправился в Вендаланд между Лимпопо и Левубу, где соединился с Мхлабой, младшим братом Сошангане. Звангендаба и Мхлаба разгромили империю Розви в Зимбабве. В 1835 году союзники Звангендаба и Мхлаба встретились с Сошангане и бежали от него через реку Замбези. Затем Звангендаба расстался с Мхлабой, младшим братом Сошангане. Мхлаба со своими сторонниками оставался в районе Замбези и был широко известен как Мхлабавадабука (Лубимби). В 1825 году Нхаба Мсане, еще один военачальник Звиде и вождь одного из кланов ндвандве, вступил в Мозамбик и занял провинцию Софала. Он управлял провинцией Софала в течение десяти лет. Сошангане выступил против Нхаба Мсане, который покинул Софалу и отступил в Замбию. После победы над Нхабой Сошангане некоторое время проживал в Мусаре в Зимбабве, где он завоевал племена ндау (вандау) и маника (ваманиика). Некоторые группы племени нгуни проживали в регионах расселения племени маника в Зимбабве.
В результате завоеваний Сошангане создал империю Газа, которая была названа в честь его деда Газа КаЛанга. Позднее его государство еще расширилось, охватив районы Южного Мозамбика, часть Мпумаланга и Лимпопо в Южной Африке. Нгуни подчинили своей власти племена ронга и ндау. В 1828 году король зулусов Чака отправил карательную экспедицию против Сошангане, чтобы ликвидировать своего конкурента на севере. Но зулусская армия, страдающая от малярии и недостатка провианта, была разгромлена Сошангане. Войска Сошангане захватили и разорили португальские поселения в заливе Делагоа, Иньямбане и Риос де Сена, заставив португальцев платить ему дань.
В 1858 году после смерти Сошангане началась борьба за власть между его двумя сыновьями, Мавеве и Мзила. Первоначально преемником Сошангане стал Мавеве, который правил в 1858—1864 годах. В 1861 году против Мавеве выступил его брат Мзила, пользовавшийся поддержкой португальцев. В гражданской войне (1861—1864) победу одержал Мзила, который правил в 1861—1884 годах.